# Ac2ality
Ac2ality es una cuenta de TikTok, Instagram y Twitter dedicada a informar a los usuarios sobre las noticias más importantes de cada día. Fue fundada en 2020 por las españolas Daniela Álvarez, Gabriela Campbell, Paula Muñoz y María Murillo, y se han convertido en la segunda cuenta de información más grande de Europa, solo detrás de Daily Mail.

## Historia
La idea nació en 2018, cuando Daniela Álvarez (licenciada en Relaciones Internacionales y Política) vivía en Nueva York. Decepcionada con la forma y el vocabulario a través del cual los medios comunicaban la actualidad, pensó en un canal de noticias que transmitiera la información en un tono «más de la calle», y así, en mayo de 2020, nacía Ac2ality. Junto a Gabriela Campbell (licenciada en Biotecnología y máster en Biociencia y Emprendimiento) creó una cuenta en Instagram, donde explicaban las noticias a través de infografías. Poco después, Gabriela dio el salto a TikTok, donde comenzaron a resumir mediante vídeos las cinco noticias más importantes del día. Meses más tarde se sumaron al proyecto Paula Muñoz (actriz) y María Murillo (licenciada en ADE y Marketing), y lo extendieron a Youtube, Twitter, Facebook y Twitch. En 2023, Atresmedia llegó a un acuerdo comercial con Ac2ality y entró en su accionariado.

## Características
La cuenta se enfoca en proporcionar información a través de vídeos cortos, en los que se mezclan imágenes de fondo vinculadas a la noticia, gráficos, emojis y memes, y en los que resumen el contenido que publican los medios de comunicación. Las noticias abarcan una amplia gama de temas, desde política hasta entretenimiento, y utilizan un lenguaje claro y accesible para explicarlos.